# Gebuckelter Milchling
Der Gebuckelte Milchling oder Weinbraune Moor-Milchling (Lactarius pilatii) ist eine Pilzart aus der Familie der Täublingsverwandten. Er ist ein eher kleiner bis mittelgroßer Milchling mit einem dunkelbraunen, schmierigen und oft gebuckelten Hut. Seine Milch trocknet olivgrau ein. Der Gebuckelte Milchling ist ein Mykorrhizapilz der Birke und wächst meist inmitten von Torfmoospolstern. Die Fruchtkörper des ungenießbaren Pilzes erscheinen von Juli bis September.

## Merkmale

### Makroskopische Merkmale
Der Hut ist 1,2–5,5 cm breit, jung kegelig bis gewölbt mit eingebogenem Rand und meist mit einem kleinen Buckel. Im Alter ist er manchmal leicht niedergedrückt. Die Oberfläche ist klebrig schmierig und schwarzbraun bis dunkel ziegelfarben, violettbraun oder graubraun. Manchmal ist der Hut auch leicht gezont und blasst vom Rand her beige, grauocker oder blass mausgrau aus. Der äußerste Rand ist manchmal blass cremefarben.
Die Lamellen sind breit angewachsen oder laufen leicht am Stiel herab. Sie sind manchmal gegabelt, blass creme- bis dunkel cremefarben gefärbt und stehen ziemlich entfernt. Auf Druck hin verfärben sie sich olivbraun. Das Sporenpulver ist blass cremefarben.
Der zylindrische und an der Basis leicht erweiterte Stiel ist 2,5–7 cm lang und 0,4–2 cm breit. Der Stiel ist leicht klebrig und blass creme bis fleischocker, rauchgrau oder graurosa gefärbt, im Alter ist er dunkel grauocker bis gräulichbraun und an der Spitze lachsfarben.
Das ziemlich zerbrechliche Fleisch, ist im Stiel hohl oder ausgestopft, weißlich bis blass rosaocker oder gräulichocker, zur Oberfläche hin auch rauchgrau. Es schmeckt nach einer Weile mäßig scharf, der Geruch ist schwach. Die weiße Milch trocknet olivgrau ein und schmeckt sofort scharf und zugleich aromatisch.

### Mikroskopische Merkmale
Die rundlichen bis elliptischen Sporen sind durchschnittlich 7,3–7,8 µm lang und 6,1–6,5 µm breit. Der Q-Wert (Quotient aus Sporenlänge und -breite) ist 1,1–1,4. Das Sporenornament wird bis zu 0,8 (1) µm hoch und besteht aus Warzen und Rippen, die häufig miteinander verbunden sind und zahlreiche, geschlossene Maschen bilden. Der Hilarfleck ist inamyloid oder im Randbereich schwach amyloid.
Die keuligen, 4-sporigen Basidien sind 35–50 (55) µm lang und 8–10 µm breit. Pleuromakrozystiden kommen zerstreut bis zahlreich vor. Sie sind 50–75 µm lang und 6–9 (10) µm breit und schmal flaschen- bis lanzettförmig. Am oberen Ende haben sie oft ein aufgesetztes Spitzchen. Die Lamellenschneiden sind meist steril und tragen Cheilomakrozystiden. Diese sind ebenfalls schmal flaschen- bis lanzettförmig und messen 25–55 × 4–8 µm.
Die 70–100 µm dicke Huthaut (Pileipellis) ist laut Jacob Heilmann-Clausen eine Ixocutis mit wenigen aufsteigenden Hyphen und nach Maria Teresa Basso ein Ixotricoderm mit aufrecht stehenden Hyphen, welches über einer Subcutis liegt.

## Artabgrenzung
Der Gebuckelte Milchling ist nahe mit dem Graufleckenden Milchling (L. vietus) verwandt. Er unterscheidet sich aber durch seine dunkleren Farben, den mehr oder weniger gebuckelten Hut und die leicht schmaleren Sporen. Normalerweise sind auch die Makrozystiden etwas schmaler als die des Graufleckenden Milchlings.
Eine weitere ähnliche Art ist Lactarius syringinus. Diese ist kräftiger und der Hut ist deutlicher niedergedrückt, lebhafter gefärbt und häufig gezont.

## Ökologie und Verbreitung

Verbreitung des Gebuckelten Milchlings in Europa.
Legende:
grün = Länder mit Fundmeldungen
weiß = Länder ohne Nachweise
hellgrau = keine Daten
dunkelgrau = außereuropäische Länder

Der seltene Gebuckelte Milchling ist überwiegend in Fennoskandinavien verbreitet, kommt aber auch im Alpengebiet und in Tschechien vor.
Wie alle Milchlinge ist er ein Mykorrhizapilz, der mit Birken eine symbiotische Beziehung eingeht. Man findet den Pilz an feuchten, moorigen Standorten. Die Fruchtkörper wachsen von Juli bis September oft inmitten von Torfmoospolstern.

## Systematik
1968 wurde die Art von Zdeněk Schaefer erstbeschrieben. Unabhängig davon lieferte Meinhard Moser 1978 eine detaillierte und umfangreiche Beschreibung dieser Art unter dem Namen Lactarius mammosus. Lactarius mammosus, der Dunkle Kokosflocken-Milchling, bezeichnete jedoch bereits eine andere Art. Daher beschrieb Harmaja, der Schaefers Beschreibung nicht kannte, den Gebuckelten Milchling 1985 als eine neue Art und nannte sie zu Ehren Mosers Lactarius moseri.
Das Epitheton pilatii ehrt den tschechoslowakischen Mykologen Albert Pilát, der den Milchling bereits 1965 im Böhmerwald nahe Horská Kvilda entdeckte.

### Infragenerische Systematik
Maria Basso und Jacob Heilmann-Clausen stellen den Milchling in die Untersektion Pyrogalini der Gattung Lactarius, die innerhalb der Sektion Glutinosi steht. Ihre Vertreter haben mehr oder weniger gezonte, grünlich, braun oder grau gefärbte, trocken oder schmierige Hüte. Die Milch trocknet mehr oder weniger grünlich oder gräulich ein und die Sporen haben oft ein zebrastreifenartiges oder mehr oder weniger netziges Ornament.

## Bedeutung
Der Milchling ist ungenießbar.